# Мачете убивает
«Мачете убивает» (англ. Machete Kills) — трэш-боевик режиссёра Роберта Родригеса, продолжение фильма «Мачете», а также пятая часть проекта «Грайндхаус». Премьера в США состоялась 11 октября 2013 года. В России фильм вышел в прокат 24 октября 2013 года. В главных ролях снова снялись Дэнни Трехо и Мишель Родригес.

## Сюжет
Мачете Кортес (Дэнни Трехо) и Сартана Ривера (Джессика Альба) предпринимают попытку захвата торговцев оружием, которое поставляется мексиканским наркокартелям. Все военные были убиты бандитами, которые, в свою очередь, уничтожены другой стороной. Её лидер убивает Сартану, в то время как Мачете арестован коррумпированным шерифом Доуксом (Уильям Сэдлер). Доукс безуспешно пытается повесить Мачете, но тут вмешивается президент США Крысохер (Чарли Шин). Мачете доставляется в Белый дом, где президент предлагает ему американское гражданство, если он ликвидирует Маркоса Мендеса (Демиан Бичир), психопата, который угрожает ударить ядерной ракетой по Вашингтону, если американское правительство не вмешается, чтобы остановить разгул наркокартелей в Мексике и коррупцию своего правительства.
Мачете соглашается и едет в Сан-Антонио, где встречает своего напарника Бланку Васкес (Эмбер Хёрд), под прикрытием конкурсантки конкурса красоты. Она посылает его в Акапулько, чтобы встретиться с молодой женщиной, Сересой (Ванесса Хадженс), которая может привести его к Мендесу. Мачете находит её в борделе, которым руководит её мать, мадам Дездемона (София Вергара), которая пытается убить Мачете, прежде чем он убегает с Сересой. Она доставляет его к партнеру Мендеса, Сарору (Марко Сарор), который убивает Сересу, после чего берет Мачете на базу Мендеса.
Там, Мачете узнает, что Мендес подключил пусковое устройство ракеты к своему сердцу и настроил его запуск в течение 24 часов. Если он умрет, ракета выстрелит. После того, как Мачете убивает Сарора, он также захватывает Мендеса, намереваясь сопроводить его в США и найти способ отключить ракету. Мачете узнает, что Мендес — бывший секретный агент, который пытался разоблачить своих коррумпированных начальников, но был предан и вынужден смотреть, как его семья подвергается пыткам. Травма свела его с ума, создав его раскол личности и приводит его к объединению сил с создателем ракеты.
Вскоре после этого, Мачете является мишенью мадам Дездемоны и её проституток-убийц, в том числе Хамелеона (Леди Гага), а также Доукса. Мачете и Мендесу удается добраться до США и убить Доукса только для того, чтобы быть пойманными возрожденным Сарором и теми же наемниками, которые убили Сартану. Сарор обезглавливает Мендеса и расстреливает Мачете.
Мачете просыпается в лечебном бассейне. Он встречается с человеком, воскресившим Сарора — коррупционером, изобретателем и фанатом Звездных Войн Лютером Возом (Мел Гибсон). Он показывает Мачете ещё бьющееся сердце Мендеса, сохраненное в банке, и сообщает ему о своем плане манипулировать экстремистами во всем мире, чтобы взорвать ядерное оружие, планируя сбежать на космическом корабле, чтобы восстановить человечество в космосе. Затем Мачете спасается с помощью одноглазой Лус (Мишель Родригес), которая слышала о нападении на Мачете. Она сообщает ему, что единственный, кто может дезактивировать сердце Мендеса, это старый враг Мачете, Осирис Аманпур (Том Савини). Мачете связывается с Васкес, которая поручает ему встретиться с ней в точке встречи.
Когда Мачете прибывает туда, Васкес предает его, оказываясь в сотрудничестве с Возом. Когда она бежит в пустыню, Мачете гонится за ней и прыгает на крышу своего автомобиля, но падает после того, как выстрел приходит через крышу. 
Затем Мачете подвозит Хамелеон, завладевший перед тем автофургоном, и пытается убить его в последний раз. Он засталяет копать Мачете себе могилу, но тот, раскопав секретный тоннель мексиканских мигрантов, бежит. Хамелеона, пустившегося за ним в погоню по тоннелю, убивают расисты на выходе за американской границей. 
Затем Мачете воссоединяется с Лус и её группой "Сеть". Они проникают на базу Воза, где Воз убивает Осириса. Мачете понимает, что именно Воз убил Сартану и сражается с ним. Он сильно обжег лицо Воза, изуродовав его до такой степени, что Воз вынужден носить серебряную маску. Между тем, Васкес стреляет Лус в её единственный глаз, полностью ослепляя её. Луз убивает Васкес, но её тут же захватывает Воз, замораживает в карбоните и берет на борт своего корабля.
Мачете забирается на нацеленную ракету, но та стартует. 
В то же время Воз поднимается на корабль и уходит с клонами Сарора, сторонниками, а также Лус. Мачете летит, но ему удается дезактивировать ракету и та приводняется в Рио-Гранде. Тут же подбегает охрана президента с самим президентом Крысохером, который просит его следовать за Возом на ракете СпейсИкс в космос и убить его. Мачете соглашается и использует ракету Falcon 9, чтобы отправиться на станцию Воза на орбите Земли, где он получает лазерный мачете, чтобы начать свою миссию.

## В ролях
| Актёр                   | Роль                                 |
| ----------------------- | ------------------------------------ |
| Дэнни Трехо             | Мачете Кортес                        |
| Мишель Родригес         | Лус                                  |
| София Вергара           | мадам Дездемона / Членоедка          |
| Эмбер Хёрд              | мисс Сан Антонио / Бланка Васкес     |
| Демиан Бичир            | Маркос Мендес                        |
| Мел Гибсон              | Лютер Воз                            |
| Чарли Шин               | Президент США Крысо́хер               |
| Уолтон Гоггинс          | первое обличье Хамелеона             |
| Кьюба Гудинг-мл.        | второе обличье Хамелеона             |
| Леди Гага               | третье обличье Хамелеона             |
| Антонио Бандерас        | четвёртое обличье Хамелеона          |
| Алекса Вега             | Киллджой                             |
| Уильям Сэдлер           | шериф Доукс                          |
| Ванесса Хадженс         | Сереса                               |
| Джессика Альба          | Сартана Ривера (в титрах не указана) |
| Марко Сарор             | Сарор                                |
| Том Савини              | Осирис Аманпур                       |
| Хулио Оскар Мечосо      | Чепо                                 |
| Феликс Сабатес          | доктор Феликс                        |
| Элиса и Электра Авельян | сёстры Мона и Лиза                   |
| Марси Мэдисон           | сестра Файн                          |
| Билли Блэр              | Билли                                |
| Илон Маск               | Камео                                |

## Съёмки
- Среди компаний, финансировавших фильм, Aldamisa Entertainment, принадлежащая российскому продюсеру Сергею Беспалову и AR Films Александра Роднянского[24].
- Это первый фильм за всю карьеру Чарли Шина, в котором он указан в титрах под своим настоящим именем Карлос Эстевес[25].

## Отзывы
Фильм получил в целом негативные отзывы от кинокритиков, на сайте Rotten Tomatoes его рейтинг составляет 30 % на основе 121 рецензии критиков со средней оценкой 4,5 из 10. От пользователей сайта IMDb фильм получил оценку 6,0.
На сайте Metacritic у фильма 41 балл из 100 на основе 33 отзывов.